# Bogue Phalia
Bogue Phalia – strumień w stanie Missisipi w Stanach Zjednoczonych. Przepływa przez hrabstwa Washington i Bolivar. Uchodzi do Sunflower River. Jego nazwa pochodzi z języka czoktawskiego, od słów bok (strumień) i falaia (długi).